# Raymond Ratzlaff
Pour les articles homonymes, voir Ratzlaff.
Raymond Samuel Ratzlaff (10 avril 1931-1er février 2019) est un homme politique canadien de l'Alberta. Il est député provincial créditiste de la circonscription albertaine de Three Hills (en) de 1967 à 1971.
Il est ministre de l'Industrie et du Tourisme dans le cabinet du premier ministre Harry Strom de 1969 jusqu'à sa défaite en 1971.
Ratzlaff meurt à Linden en février 2019 à l'âge de 87 ans. Il est inhumé au cimetière mennonite de Linden.